# 莱里达省
莱里达省（西班牙語：Lérida，西班牙語發音：[ˈleɾiða]，加泰隆尼亞語發音：[ˈʎejðə]）是西班牙的一省，属于加泰罗尼亚自治区。莱里达省处于整个西班牙的东部，而位于加泰罗尼亚地区的西部，与赫羅納省、巴塞罗那省、塔拉戈纳省、薩拉戈薩省、韋斯卡省以及法国和安道尔公国接壤。
莱里达省总面积12,172平方公里，2004年人口统计为38万5092，2017年人口43万2384人。其中约30%住在省会莱里达市。莱里达省有发达的水果产业，盛产桃子和梨等水果。

## 莱里达省风光
| 塞乌维拉大教堂 | Sant Maurici国家公园 | 塔拉尔恩的城镇 |
| -------------- | -------------------- | -------------- |
|                |                      |                |

## 著名人物

#### 出生于首府莱里达市
- 豪梅·巴拉盖罗（西班牙语：Jaume Balagueró），电影导演（1960年出生）
- 阿尔韦特·科斯塔，职业网球运动员（1975年出生）[4]
- 恩里克·格拉纳多斯，作曲家（1867年出生，1917年逝世）[5]
- 里卡多·韦涅斯（西班牙语：Ricardo Viñes），钢琴演奏家和作曲家（1875年出生，1943年逝世）[6]
- 洛雷娜·戈麦斯（西班牙语：Lorena Gómez），女歌手（1986年出生）

#### 其他市镇
- 何塞·博雷利·丰特列斯，政治家，西班牙工人社会党人（1947年出生于莱里达省波夫拉德塞古尔[7]，后在莱里达求学）
- 卡莱斯·普约尔，足球运动员（1978年出生于波夫拉德塞古尔）[8]
- 霍安·卡普德维拉，足球运动员（1978年出生于塔雷加）
- 萨尔瓦多·塞吉（西班牙语：Salvador Seguí），无政府主义者（1896年出生于托尔纳沃斯，1923年逝世于巴塞罗那）[9]
- 博揚·柯爾基奇，足球运动员（1990年出生于利尼奥拉）
- 馬克·馬爾克斯，世界摩托車錦標賽运动员（1993年出生于塞爾韋拉）